# In Cinema
In Cinema è un album del gruppo jazz finlandese Oddarrang, pubblicato dalla Edition Records nel 2013.

## Tracce
Compact disc
1. Introducing... – 5:18
2. Self-Portrait – 5:33
3. Missing Tapes From A Highway Set – 10:25
4. The Sage – 5:30
5. Cultivate & Contemplate – 11:16
6. Journey – 11:21
7. Quiet Steps – 5:15

Durata totale: 54:38

## Formazione
- Olavi Louhivuori: percussioni, compositore
- Ilmari Pohjola: trombone
- Osmo Ikonen: violoncello
- Lasse Sakara: chitarra
- Lasse Lindgren: basso